# Comeback (film fra 2008)
 For alternative betydninger, se Comeback (flertydig). (Se også artikler, som begynder med Comeback)
Comeback er en dansk spillefilm fra 2008, der er instrueret af Ulrik Wivel efter manuskript af ham selv, Peter Asmussen og Peter Reichhardt.

## Handling
Roland er teaterinstruktør og midt i 60'erne. Han vender hjem til København i et sidste forsøg på at blive forsonet med sin søn, Jacob. Roland starter prøverne på et teaterstykke sammen med en gruppe skuespillere på et lille københavnsk teater, alt imens han forgæves prøver at få kontakt til sin afvisende søn. Gennem filmen bliver Roland mere og mere desperat i sine forsøg på at opnå en eller anden form for menneskelig kontakt med omverdenen. Det bliver til en smertefuld fortælling om en mand, der fejler i rollen som far og menneske.